# Ramón Latorre
Ramón Rogelio Latorre da Cruz (Santiago de Chile, 1941) é um bioquímico chileno, ganhador do Prêmio Nacional de Ciências Naturais de Chile (2002), reconhecido por suas pesquisas no campo dos canais iônicos das membranas celulares .  

## Biografia
Realizou seus estudos de ensino médio no Liceo José Victorino Lastarria. Em 1965, recebeu o título de bacharel em bioquímica pela Escola de Química e Farmácia, e o título de doutor (969e) m Ciências com Menção em Biologia na Universidade de Chile. Posteriormente recebeu uma bolsa dos Institutos Nacionais de Saúde do EUA, onde realizou pesquisas em laboratórios de biofísica de dita instituição até o ano 1972. Regressou ao Chile e ocupou o cargo na Faculdade de Ciências de professor assistente. Depois do golpe de estado de setembro de 1973, voltou ao EUA e ocupou funções no Departamento de Fisiología da Universidade de Duke como pesquisador visitante. Dois anos mais tarde, trabalhou no departamento de Ciências Fisiológicas e Farmacológicas da Universidade de Chicago como professor assistente e em 1977 passa a desempenhar tarefa de docente na Escola de Medicina da Universidade de Harvard.
De volta ao Chile, em 1983, trabalhou na Faculdade de Ciências da Universidade de Chile como professor de Fisiología Celular. No ano seguinte, fundou junto ao físico Claudio Teitelboim o Centro de Estudos Científicos de Santiago, que mais tarde se mudou para Valdivia.

## Distinções
Em 1999, foi empossado membro correspondente da Academia Brasileira de Ciências .
No ano de 2012, foi nomeado doutor Honoris Causa, Universidade da República Oriental do Uruguai 